# Мегердорф
Мегердорф (њем. Meggerdorf) општина је у њемачкој савезној држави Шлезвиг-Холштајн. Једно је од 134 општинска средишта округа Шлезвиг-Фленсбург. Према процјени из 2010. у општини је живјело 687 становника. Посједује регионалну шифру (AGS) 1059058.

## Географски и демографски подаци
Мегердорф се налази у савезној држави Шлезвиг-Холштајн у округу Шлезвиг-Фленсбург. Општина се налази на надморској висини од 3 метра. Површина општине износи 24,1 km². У самом мјесту је, према процјени из 2010. године, живјело 687 становника. Просјечна густина становништва износи 28 становника/km².